# 즉흥곡
즉흥곡(卽興曲, impromptu)이란 악곡의 형식 중 하나로, 즉흥적인 악상을 쓴 곡이다. 앵프롱프튀라고도 한다.
19세기 낭만파의 캐릭터 피스의 일종이다. 순간적으로 떠오른 악상을 즉흥적 인상으로 잡아 꾸며진 기악곡이다. H.마르슈나가 최초로 작곡한 것으로 알려졌으며 슈베르트와 쇼팽이 많은 작품을 남겼다.

## 참고 문헌
- 이 문서에는 다음커뮤니케이션(현 카카오)에서 GFDL 또는 CC-SA 라이선스로 배포한 글로벌 세계대백과사전의 내용을 기초로 작성된 글이 포함되어 있습니다.